# Isla del Trocadero
Isla del Trocadero – wyspa w zatoce Kadyksu w Adaluzji, Hiszpania.
Obecnie wyspa jest jednym z punktów obserwacyjnych miejsc lęgowych wędrownego ptactwa wodnego: kormoranów, mew, czapli siwej, flamingów, łysek. Należy do strefy chronionej oraz Parku Parque Natural de la Bahia de Cádiz o powierzchni 100 km².
Wyspa ma powierzchnię 5,25 km² i leży w południowej części Zatoki Kadyksu, na południowy zachód od Puerto Real. Na północy wyspy przecina ją autostrada CA35 z Puerto Real do Kadyksu. W bezpośrednim sąsiedztwie wyspy znajduje się teren przemysłowy Polígono El Trocadero i rampa autostrady.
Dawniej przez długi czas wyspa była punktem morskiego ruchu handlowego. Prowadzono tam m.in. naprawy statków. W południowej części wyspy znajdują się ruiny Fortu San Luis, ważnego punktu obronnego Hiszpanii. Fort został zdobyty przez wojska francuskie w czasie Bitwy o Trocadero 30 sierpnia 1823.